# آی‌جاستین
جاستین ایزِریک (انگلیسی: Justine Ezarik؛ ‏ ‎/iːˈzɛrɪk/‎؛ زادهٔ ۲۰ مارس ۱۹۸۴) بازیگر، مدل، مجری، صداپیشه و یوتیوبر اهل ایالات متحده آمریکا است. او بیشتر با نام آی‌جاستین شناخته می‌شود و کانال یوتیوب او بیش از یک میلیارد بازدید داشته است.
او ابتدا به‌عنوان یک «لایف‌کَستر» (کسی که زندگی روزمره‌اش را به‌صورت زنده پخش می‌کرد) شناخته شد و از طریق کانال خود در جاستین.تی‌وی به‌طور مستقیم با میلیون‌ها بیننده‌اش ارتباط برقرار می‌کرد. ایزِریک به‌خاطر حضورش در این فضا با عناوینی همچون «ستاره لایف‌کستینگ»، «ستاره رسانه‌های نوین» یا یکی از محبوب‌ترین چهره‌های اینترنت در این زمینه توصیف شده است. او همچنان ویدیوهای خود را در کانال اصلی‌اش با نام آی‌جاستین منتشر می‌کند.
از فیلم‌ها یا مجموعه‌های تلویزیونی که وی در آن‌ها نقش داشته است، می‌توان به نظم و قانون: واحد قربانیان ویژه، ذهن‌های جنایتکار، جسور و زیبا و خاطرات خون‌آشام اشاره نمود.